# فييتري دي بوتنسا
فييتري دي بوتنسا (بالإيطالية: Vietri di Potenza)‏ هي بلدية في مقاطعة بوتنسا في إقليم بازيليكاتا الإيطالي.

## السكان
في سنة 1861 بلغ عدد السكان 3٬545 نسمة، وتطور العدد ليصل في سنة 2011 لـ 2٬917 نسمة.
يظهر هذا المخطط البياني تطور النمو السكاني لـ فييتري دي بوتنسا

## توأمة
لفييتري دي بوتنسا اتفاقيات توأمة مع:
- مورو لوكانو